# The Hunger Games (soundtrack)
The Hunger Games: Songs from District 12 and Beyond is de officiële soundtrack van de film The Hunger Games en werd op 20 maart 2012 uitgebracht door Universal Republic Records.

## Geschiedenis
Het album bevat popmuziek waarvan een aantal nummers ook daadwerkelijk zijn gebruikt voor de film. Het nummer "Safe & Sound" van Taylor Swift samen met The Civil Wars werd al voor de verschijning van het album uitgebracht op single. De originele filmmuziek van de film werd gecomponeerd door James Newton Howard, maar deze muziek staat niet op het album. Een week later werd de filmmuziek alsnog uitgebracht op een tweede soundtrackalbum van de film door Universal Republic Records onder de naam The Hunger Games: Original Motion Picture Score.
Het nummer "Safe & Sound" werd in 2013 genomineerd voor een Golden Globe als 'Best Original Song' en won ermee een Grammy Award in de categorie: 'Best Song Written for Visual Media'.

## The Hunger Games: Songs from District 12 and Beyond

### Nummers
| Nr. | Titel                    | Artiest(en)                             | Duur |
| --- | ------------------------ | --------------------------------------- | ---- |
| 1   | Abraham's Daughter       | Arcade Fire                             | 3:22 |
| 2   | Tomorrow Will Be Kinder  | The Secret Sisters                      | 3:25 |
| 3   | Nothing to Remember      | Neko Case                               | 2:58 |
| 4   | Safe & Sound             | Taylor Swift featuring The Civil Wars   | 4:00 |
| 5   | The Ruler and the Killer | Kid Cudi                                | 4:33 |
| 6   | Dark Days                | Punch Brothers                          | 3:53 |
| 7   | One Engine               | The Decemberists                        | 3:01 |
| 8   | Daughter's Lament        | Carolina Chocolate Drops                | 2:46 |
| 9   | Kingdom Come             | The Civil Wars                          | 3:42 |
| 10  | Take the Heartland       | Glen Hansard                            | 2:45 |
| 11  | Come Away to the Water   | Maroon 5 featuring Rozzi Crane          | 5:13 |
| 12  | Run Daddy Run            | Miranda Lambert featuring Pistol Annies | 2:45 |
| 13  | Rules                    | Jayme Dee                               | 3:27 |
| 14  | Eyes Open                | Taylor Swift                            | 4:04 |
| 15  | Lover Is Childlike       | The Low Anthem                          | 4:15 |
| 16  | Just a Game              | Birdy                                   | 4:01 |

### Hitnoteringen
| Hitlijsten                                           | Hoogste positie |
| ---------------------------------------------------- | --------------- |
| Australische ARIA Charts                             | 14              |
| Vlaamse Ultratop 200 Albums                          | 62              |
| Waalse Ultratop 200 Albums                           | 91              |
| Canadian Albums Chart                                | 5               |
| Duitse Top 100 Album Chart                           | 69              |
| Franse Syndicat national de l'édition phonographique | 168             |
| Irish Compilation Charts                             | 4               |
| Top 100 México                                       | 60              |
| Official New Zealand Music Chart                     | 13              |
| Noorse VG-lista                                      | 32              |
| Ö3 Austria Albums                                    | 61              |
| UK Compilation Chart                                 | 16              |
| US Billboard 200                                     | 1               |

## The Hunger Games: Original Motion Picture Score
Dit is de tweede soundtrackalbum ter gelegenheid van de film en werd uitgebracht op 26 maart 2012 door Universal Republic Records. De tracklist op het album bevat alleen de volledige filmmuziek die gecomponeerd is door James Newton Howard. In de muziek zong het koor London Voices.

### Nummers
| Nr. | Titel                            | Duur |
| --- | -------------------------------- | ---- |
| 1   | The Hunger Games                 | 1:11 |
| 2   | Katniss Afoot                    | 1:51 |
| 3   | Reaping Day                      | 1:38 |
| 4   | The Train                        | 1:27 |
| 5   | Entering The Capitol             | 2:29 |
| 6   | Preparing The Chariots           | 1:04 |
| 7   | Horn Of Plenty                   | 2:01 |
| 8   | Penthouse / Training             | 3:36 |
| 9   | Learning The Skills              | 1:42 |
| 10  | The Countdown                    | 1:59 |
| 11  | Booby Trap                       | 2:37 |
| 12  | Healing Katniss                  | 3:06 |
| 13  | Rue's Farewell                   | 5:01 |
| 14  | We Could Go Home                 | 1:19 |
| 15  | Searching For Peeta              | 1:27 |
| 16  | The Cave                         | 3:14 |
| 17  | Muttations                       | 4:48 |
| 18  | Tenuous Winners / Returning Home | 3:25 |

## Hitnoteringen

### NPO Klassiek Filmmuziek Top 200
| The Hunger Games in de NPO Klassiek Filmmuziek Top 200 | The Hunger Games in de NPO Klassiek Filmmuziek Top 200 | The Hunger Games in de NPO Klassiek Filmmuziek Top 200 | The Hunger Games in de NPO Klassiek Filmmuziek Top 200 |
| Jaar                                                   | 2024                                                   | 2025                                                   |                                                        |
| ------------------------------------------------------ | ------------------------------------------------------ | ------------------------------------------------------ | ------------------------------------------------------ |
| Positie                                                | 135                                                    | 159                                                    |                                                        |